# Produktywność roślin
Produktywność roślin – ilość suchej masy wytworzonej przez roślinę w okresie doby, okresie wegetacji lub w ciągu roku. Termin może być stosowany dla pojedynczej rośliny lub całego łanu.
Produktywność roślin jest zależna od intensywności fotosyntezy i oddychania. Produkcja suchej masy zależy od natężenie światła i ilością energii jaka dociera do rośliny w ciągu dnia lub całego okresu wegetacji. Energia światła zamieniana jest z określoną efektywnością na energię chemiczną zgromadzoną w produktach fotosyntezy. Wykorzystanie energii świtała przez rośliny obrazuje współczynnik wykorzystania energii świetlnej. Zachodzący jednocześnie proces oddychania prowadzi do zmniejszenia ilości gromadzonej suchej masy.
Dla całych zespołów roślinnych określana jest produktywność ekosystemów lub produktywność agrocenoz. W agrocenozach produktywność roślin determinuje plon rolniczy. Proporcja między plonem rolniczym a masą całej rośliny (plonem biologicznym) nazywana jest współczynnikiem plonowania (HI).
Ocenę produktywności roślin oraz wpływ czynników endogennych i egzogennych przeprowadza się z użyciem szeregu wskaźników produktywności. Stosowane wskaźniki to:
- Jednostkowa produktywność liści (ULR),
- Wskaźnik powierzchni liściowej (LAI),
- Wskaźnik zintegrowanej długowieczności powierzchni liści (LAD),
- Wskaźnik ulistnienia (LAR),
- Wskaźnik masy liści (LWR),
- Wskaźnik przyrostu plonu (CGR),
- Względna intensywność wzrostu (RGR).